# Johannesberg (Bawaria)
Johannesberg – miejscowość i gmina w Niemczech, w kraju związkowym Bawaria, w rejencji Dolna Frankonia, w regionie Bayerischer Untermain, w powiecie Aschaffenburg. Leży około 6 km na północ od Aschaffenburga.

## Demografia
| Rok  | Liczba mieszk. |
| ---- | -------------- |
| 1970 | 2730           |
| 1987 | 3391           |
| 2000 | 3833           |
| 2006 | 3876           |

## Polityka
Wójtem jest Michael Rosner. Rada gminy składa się z 17 członków:
|      | CSU | SPD | Wolna Grupa Wyborców | Razem     |
| 2002 | 10  | 3   | 4                    | 17 miejsc |

## Współpraca
Miejscowości partnerskie:
- Amayé-sur-Orne, Francja
- Avenay, Francja
- Maisoncelles-sur-Ajon, Francja
- Maizet, Francja
- Montigny, Francja
- Préaux-Bocage, Francja
- Sainte-Honorine-du-Fay, Francja
- Vacognes-Neuilly, Francja

## Zabytki
- kościół parafialny pw. św. Jana (St. Johannes) wybudowany w 1769